# Joseph de Maistre
Il conte Joseph Marie de Maistre ([ʒoˈzɛf maˈʀi də mɛstʀ]; Chambéry, 1º aprile 1753 – Torino, 26 febbraio 1821) è stato un filosofo, politico, diplomatico, scrittore, magistrato e giurista sabaudo di lingua francese.
Riconosciuto come uno dei più brillanti pensatori del suo tempo, de Maistre era tra i più noti critici della rivoluzione francese ed uno dei massimi esponenti della corrente reazionaria del periodo post-rivoluzionario nonché tra i padri del moderno conservatorismo.
Lo storico inglese George Saintsbury definì Joseph de Maistre come «uno dei maggiori pensatori del XVIII secolo» mentre il filosofo francese Alphonse de Lamartine lo definì «il Platone delle Alpi».
Il suo pensiero influenzò anche quello del poeta Charles Baudelaire.
Fu suddito di Casa Savoia nonché senatore del Regno di Sardegna dal 1788 e ambasciatore del re Vittorio Emanuele I di Savoia presso la corte dello zar Alessandro I in Russia dal 1803 al 1817, poi da tale data fino alla morte ministro reggente della Gran Cancelleria del Regno.
De Maistre fu tra i portavoce più eminenti del movimento controrivoluzionario che fece seguito alla Rivoluzione francese e ai rivolgimenti politici in atto dopo il 1789; propugnatore dell'immediato ripristino della monarchia ereditaria in Francia, in quanto istituzione ispirata per via divina, e assertore della suprema autorità papale sia nelle questioni religiose che in quelle politiche, de Maistre fu anche tra i teorici più intransigenti della Restaurazione, pur non lesinando critiche al Congresso di Vienna presieduto dal Metternich e da Talleyrand, a suo dire autore da un lato di un impossibile tentativo di ripristino integrale dell'Ancien Régime (peraltro ritenuto di sola facciata) e dall'altro di compromessi politici con le forze rivoluzionarie.
Era il fratello maggiore dello scrittore e militare Xavier de Maistre.

## Biografia
Joseph Marie de Maistre (a volte italianizzato in Giuseppe Maria de Maistre) nacque a Chambéry, antica capitale della Savoia, allora parte, come Ducato di Savoia e assieme ad altri come il Principato di Piemonte, dei cosiddetti Stati di terraferma del Regno di Sardegna con capitale Torino, il 1º aprile 1753. 

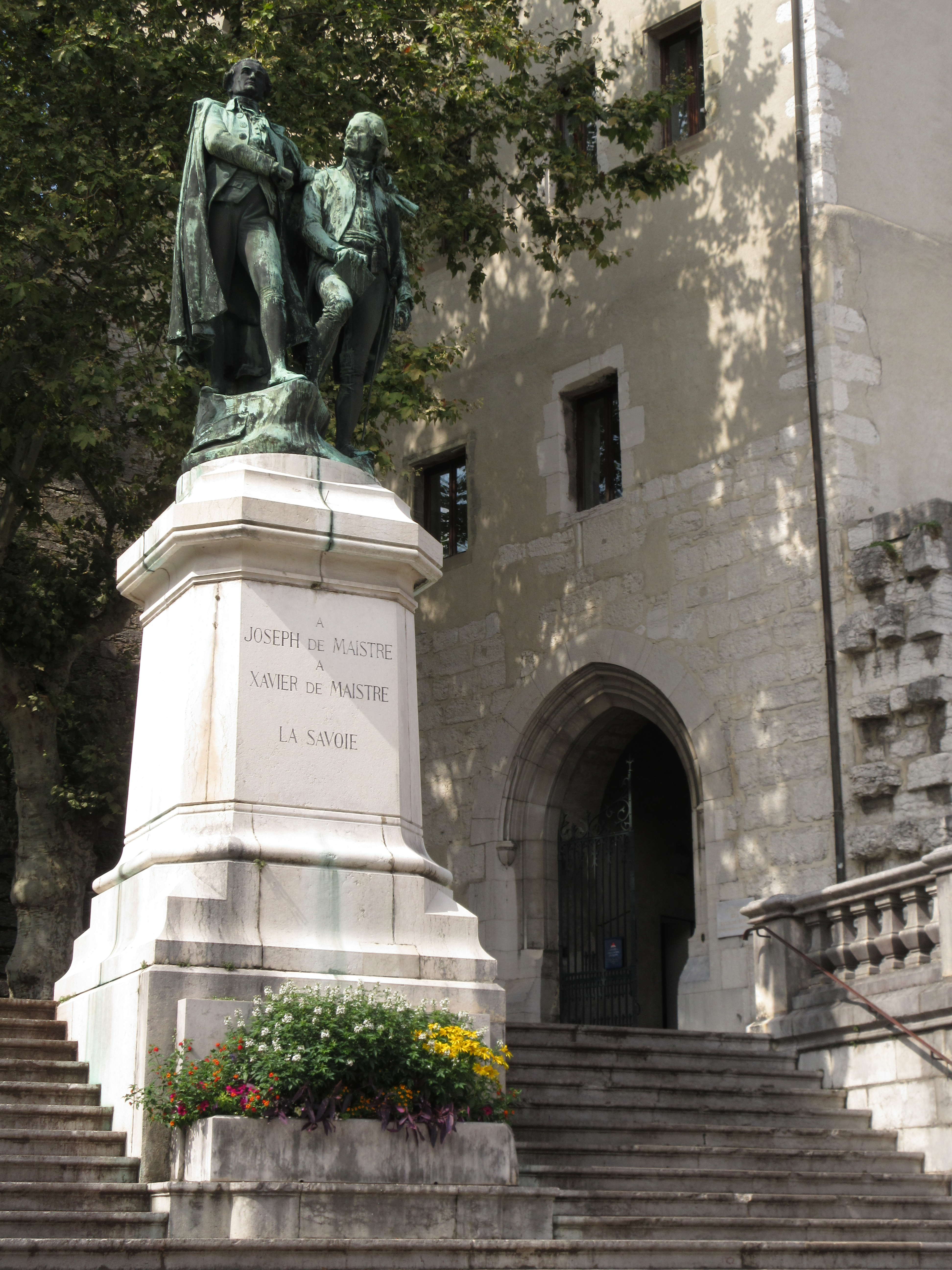
Monumento a Joseph de Maistre e al fratello Xavier, Chambéry.

I suoi genitori erano François-Xavier Maistre (1705–1789), magistrato e membro del Senato savoiardo, e la nobildonna Christine Demotz (1727–1774), ed era primogenito di dieci figli (fra cui Xavier) di una famiglia dell'alta borghesia. Soltanto nel 1778, grazie ai servigi resi alla Corona, il padre ricevette il titolo nobiliare di conte. Il giovane Joseph ebbe la sua prima educazione presso i gesuiti della sua città natale, verso i quali per tutta la vita nutrirà una profondissima devozione. Si laureò in giurisprudenza all'Università di Torino.
Nonostante l'intrapresa carriera da giurista e la ricca biblioteca di volumi di diritto ereditata dal nonno materno, le carte del diario di de Maistre e le corrispondenze iniziali suggeriscono che egli fosse assai più interessato alla teologia e a discipline quali filosofia, politica e storia piuttosto che a quelle giuridiche. Inoltre, assieme al francese, sua lingua madre (come della quasi totalità della nobiltà piemontese), e al greco e al latino appresi, come detto, durante la sua eccellente formazione presso i gesuiti, de Maistre parlava perfettamente l'italiano e molto bene l'inglese, lo spagnolo, il portoghese, oltre ad un po' di tedesco. Il diario e le opere testimoniano la sua profonda conoscenza delle Sacre Scritture, degli scritti dei Padri della Chiesa, degli autori classici greci e latini, in particolar modo Platone, Plutarco, Cicerone, di quelli del Rinascimento e delle maggiori figure dell'Illuminismo europeo.

### Esperienza nella massoneria
Nel 1774 de Maistre aderì alla massoneria, ed entrò a far parte, a Torino, nel 1774, della loggia massonica di rito inglese dei "Trois Mortiers", ma nel 1778 si spostò in quella martinista di rito scozzese rettificato della Parfaite Sincérité, legata al pensiero del Illuminato francese Louis Claude de Saint-Martin. Egli intravide nel ramo di questa corrente massonica un'élite con grandi potenzialità per la restaurazione cristiana del mondo, di quella "res publica cristiana d'Europa" di cui parlerà più tardi anche Edmund Burke nelle Riflessioni sulla Rivoluzione in Francia, che influenzeranno notevolmente il pensiero di de Maistre. Alcuni critici della stessa area cattolica hanno sviluppato perplessità su questa fase "esoterica" del Conte.
Le logge massoniche "moderate" e i gruppi esoterici dell'epoca erano frequentati da sacerdoti, vescovi e nobili della Chiesa cattolica, non curanti della scomunica pontificia: in modo coerente, De Maistre non ritenne che vi fosse incompatibilità fra appartenenza alla Massoneria e alla Chiesa cattolica, ed indirizzò una lettera al vertice del Rito scozzese antico ed accettato nella quale propose l'inserimento della riunificazione delle Chiese cristiane fra gli obiettivi prioritari della Muratoria. La Parfaite Sinceritè era una loggia di Rito Scozzese che era pervasa comunque dagli ideali illuministici. La massoneria non rivoluzionaria affiliava del resto in questo periodo pre-rivoluzionario anche noti sovrani e principesse dell'Ancien Régime (sia Luigi XVI, che la principessa di Lamballe e la duchessa di Polignac, favorite di Maria Antonietta, sia i futuri Luigi XVIII e Carlo X, erano tutti membri della fratellanza). 
L'anno 1790 segnò la fine dell'esperienza massonica maistreiana, vista la simpatia dell'associazione per le forze rivoluzionarie moderate. Secondo altri de Maistre continuò a frequentare la massoneria, nell'ambito di logge antirivoluzionarie, come La Stretta Osservanza a Torino dopo il 1793; e infine a San Pietroburgo, partecipando sporadicamente alle riunioni della loggia diretta dell'ambasciatore svedese Curt von Stedingk fino al 1809, immaginando forse una "massoneria bianca", cioè di tipo cristiano esoterico ma fedele al papato, pur negando la fantasiosa filiazione dell'organizzazione che veniva attribuita ai sopravvissuti Cavalieri Templari scomunicati nel 1307 (come fosse una sorta di ordine religioso cavalleresco ma riservato ai laici). Il cosiddetto neotemplarismo era difatti divenuto di moda negli ambienti massonici dopo la rinascita all'inizio del XVIII secolo, grazie al favore del vecchio reggente di Francia Filippo d'Orléans.
Comunque, in quanto massone in sonno e conoscitore di quegli ambienti, a differenza di Edmund Burke (peraltro massone anche lui) respinse le teorie del complotto secondo cui la rivoluzione sarebbe stata preparata da anni "a tavolino" dalle logge massoniche più illuministe, proposta dal gesuita Augustin Barruel in Memorie per la storia del giacobinismo. Come teorico della controrivoluzione, scrisse anche un breve trattato in cui confutava le Mémoires definendo le accuse di Barruel "sciocche" e "false", respingendo l'idea che i massoni fossero i responsabili della Rivoluzione, né credette che gli Illuminati di Baviera, una scissione radicale della massoneria molto vicina come idee al giacobinismo, fossero così potenti come Barruel e Burke li descrivevano. Per de Maistre le cause della rivoluzione risiedevano in ambito sociale e culturale, non nelle società segrete.

### L'intellettuale controrivoluzionario
(Da una lettera scritta a San Pietroburgo nel 1811 e diretta al re Vittorio Emanuele I)
Nel 1786 sposò la nobildonna Françoise-Marguerite de Morand, che gli darà tre figli.
Nel 1788 de Maistre entrò a far parte del Senato di Savoia. Allo scoppio della Rivoluzione francese, nel 1789, vide con un certo favore le prime fasi, percependo in esse uno spiraglio a favore di riforme contro la deriva assolutistica dell'Ancien Régime, ed anche in difesa dei privilegi e diritti locali.
Tuttavia, dopo la proclamazione della Dichiarazione dei diritti dell'uomo e del cittadino e la lettura delle Riflessioni sulla Rivoluzione in Francia di Burke, edite nel 1790, il suo atteggiamento mutò in un completo rifiuto dei principi rivoluzionari.
Nel 1792, in seguito all'aggressione e all'invasione francese della Savoia, fu costretto a fuggire in esilio, prima ad Aosta e poi in Svizzera, a Losanna. Qui ebbe modo di conoscere Edward Gibbon, i Necker, Benjamin Constant e diversi emigrati francesi.
L'anno seguente videro la luce le note Lettere di un realista savoiardo ai suoi compatrioti (Lettres d'un royaliste savoisien à ses compatriotes). Nel 1794 de Maistre iniziò la stesura dello scritto Studio sulla sovranità, incompiuto e che uscirà soltanto postumo nel 1870. Ma saranno le Considerazioni sulla Francia (Considérations sur la France), uno dei suoi maggiori scritti, ad assicurargli la celebrità in tutti gli ambienti controrivoluzionari europei.. Fuggito dalla Svizzera, anch'essa invasa dalle truppe francesi, e trasferitosi a Venezia in seria indigenza economica, riuscì finalmente a rientrare in patria nel 1797, imbarcandosi per la Sardegna, dove nel 1799 gli fu affidato dal re l'incarico di Reggente della Gran Cancelleria del Regno a Cagliari.

#### Diplomatico in Russia
(Mario Praz)
Nel 1802 re Vittorio Emanuele I inviò de Maistre come ministro plenipotenziario a San Pietroburgo, presso la corte dello Zar Alessandro I. Giunto in Russia, rappresentante di un piccolo regno nello stato più esteso del mondo, de Maistre diventò ben presto una delle più influenti e ammirate figure intellettuali, assiduo frequentatore dei salotti della nobiltà e dell'alta società pietroburghese. A testimonianza della sua fama, in Guerra e pace di Lev Tolstoj la figura di Joseph de Maistre viene ritratta nel personaggio dell'abate italiano in esilio presente nel salotto della principessa Anna Pavlovna Scerer.
Rimasto, però, isolato politicamente, senza istruzioni precise e con un appannaggio irrisorio, incompreso dai suoi superiori e dallo stesso Zar (uomo eccentrico e indeciso tra misticismo e politica, liberalismo e conservatorismo, e che solo in un secondo momento seppe avvalersi dei consigli del Conte), de Maistre seppe tuttavia tutelare con grande abilità il prestigio della dinastia sabauda presso i ministri e la corte russa. Nel quadro angosciante dell'invasione napoleonica, de Maistre svolse in seno alla corte una rilevante attività politica, che portò lo stesso zar Alessandro I a cancellare alcune riforme d'ispirazione illuministica, e a favorire l'azione apostolica della Compagnia di Gesù, andatasi man mano ricostituendo dopo il suo scioglimento nel 1773. De Maistre riuscì perfino a convertire dall'ortodossia al cattolicesimo alcuni esponenti della nobiltà russa.

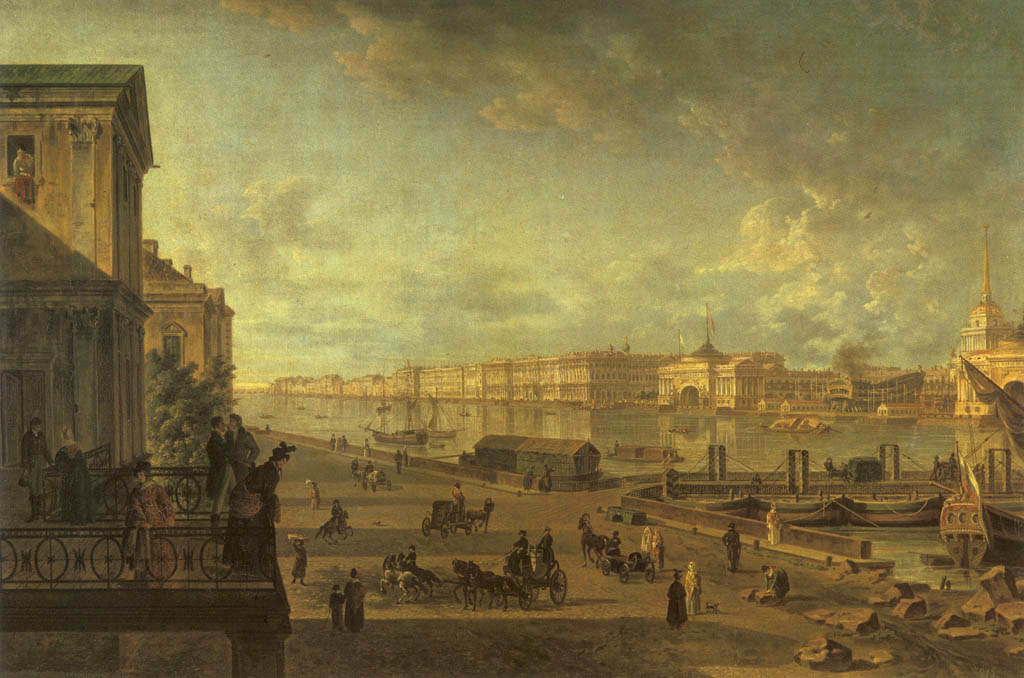
Fëdor Alekseev: Veduta di San Pietroburgo, 1817.

Questo suo aperto sostegno all'azione pastorale operata dai gesuiti fece cadere de Maistre in disgrazia presso la corte dello Zar, il quale richiese alle autorità sabaude il suo rientro in patria, avvenuto poi nel 1817. Questo episodio segnò l'inizio della fine della carriera diplomatica del Conte, ma non di quella politica. Da segnalare, quale ulteriore e non lieve deficienza, inerente il quadro dell'attività diplomatica del de Maistre, il fatto che fosse affetto da narcolessia (con punte di cataplessia); ha scritto infatti, il noto storico inglese dell'età della Restaurazione, Paul Johnson: «per quanto immensamente energico e sano in altri aspetti (lavorava e leggeva con impegno tutto il giorno), soffriva di narcolessia, per cui rischiava di cadere a terra nel corso di un importante colloquio, il che rappresentava una seria difficoltà a corte e nella carriera diplomatica». Il periodo pietroburghese fu uno dei più floridi dell'attività letteraria di de Maistre. Nel 1814 fu dato alle stampe il Saggio sul principio generatore delle costituzioni politiche (Essai sur le principe générateur des constitutions politique), della cui pubblicazione si interessò anche l'amico Louis de Bonald, altro esponente di spicco della corrente controrivoluzionaria col quale de Maistre intratteneva un rapporto epistolare. Di quegli anni furono anche l'Esame della filosofia di Bacone (Examen de la philosophie de Bacon) e le Lettere ad un gentiluomo russo sull'Inquisizione spagnola (Lettres à un gentilhomme russe sur l'Inquisition espagnole), scritte in occasione della soppressione dell'istituzione ecclesiastica, nelle quali egli criticò dal suo punto di vista le accuse comunemente lanciate dalla critica illuministica contro l'Inquisizione (sostenendo la cosiddetta tesi della "leggenda nera"), attaccando anche la filosofia di Hume e gli enciclopedisti. Intanto de Maistre iniziava l'opera che lo avrebbe reso celebre, ossia Le serate di Pietroburgo (Les soirées de Saint-Pétersbourg), capolavoro di teologia e filosofia della storia, che uscirà postumo nel 1821, appena dopo la sua morte. Nel 1817, lo stesso anno del suo allontanamento dalla Russia, ebbe al ritorno un'udienza col re francese della Restaurazione, Luigi XVIII, che tuttavia lo trattò in maniera fredda e distaccata a causa della contrarietà di de Maistre alla Costituzione francese del 1814 con cui il sovrano aveva concesso la monarchia costituzionale, spinto in questo senso proprio dallo zar Alessandro I secondo cui temperare la monarchia assoluta era l'unico modo per mantenere i Borboni sul trono.

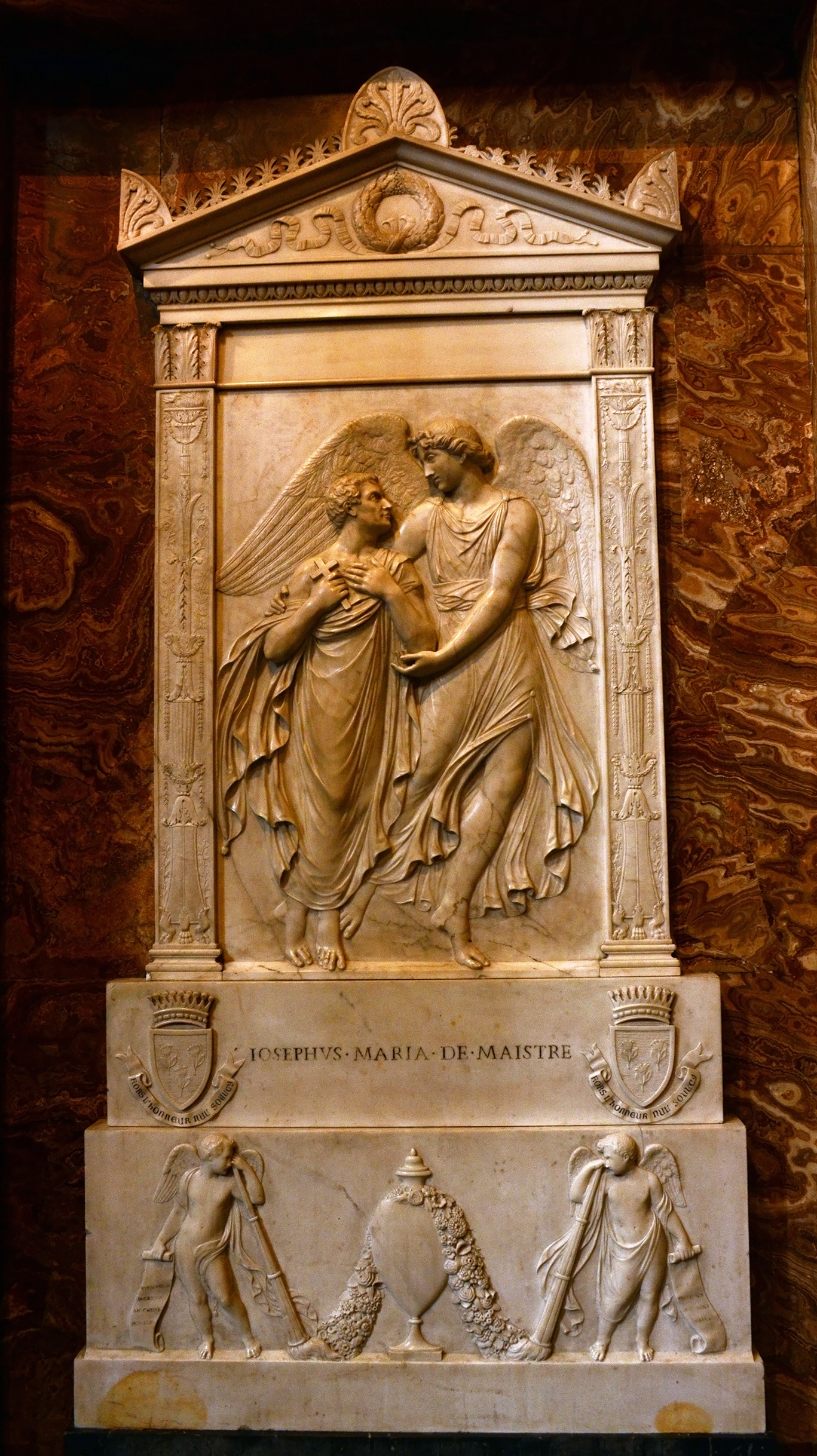
Tomba in stile neoclassicodi Joseph de Maistre nella Chiesa dei Santi Martiri (Torino)

#### Ritorno a Torino e ultimi anni
Rientrato nel frattempo a Torino, nel 1818, due anni dopo la fine del Congresso di Vienna, fu nominato nuovamente Ministro Reggente della Gran Cancelleria del Regno. È in questo periodo che egli incontra anche la realtà dell'"Amicizia Cattolica", associazione religiosa guidata dal venerabile Pio Brunone Lanteri. Nel 1819, in piena Restaurazione, de Maistre pubblicò l'altro suo capolavoro, Del Papa (Du Pape). In un articolo della Nuova Antologia del 16 aprile 1928 (Guelfismo e nazionalismo di Giuseppe de Maistre) lo storico Niccolò Rodolico ricorda come il conte de Maistre nel 1820, in piena Restaurazione, ebbe amareggiato l'ultimo anno della sua vita da indugi e difficoltà oppostigli per la dedica e la stampa della seconda edizione dell'opera (che fu pubblicata, postuma, a Lione nel 1821). De Maistre desiderava dedicare il libro a papa Pio VII che aveva per lui grandissima stima, e desiderava pubblicarlo in Piemonte, ma non vi riuscì. Secondo Rodolico queste difficoltà si spiegano con le condizioni dello spirito pubblico dal '19 al '20 in Europa, quando liberali, giansenisti e settari anticlericali avevano ripreso le agitazioni, e con la paura di provocare nuove e più vivaci polemiche.
Profondamente religioso, celebre e ammirato ormai in tutta Europa, sebbene segnato dall'indigenza in cui fu costretto a vivere negli ultimi anni, Joseph de Maistre si spense il 26 febbraio 1821, circondato dai parenti e da tutti quegli amici e conoscenti che condivisero assieme a lui il suo ideale politico e spirituale. Qualche giorno prima della morte, in una lettera a Massimo d'Azeglio, aveva compianto la sorte dell'Italia divisa e lamentato lo scarso patriottismo degli italiani, pur con molti dubbi sulla convenienza per il piccolo Piemonte di impegnarsi, come avverrà, in una tale impresa di unificazione (dicendo che "[occorreva] esaminare se il Piemonte può essere più fiorente e felice come grande provincia o come piccolo regno. [...] Io propendo per la seconda".. Nonostante ciò, per la sua fedeltà e devozione politica alla dinastia sabauda alcuni hanno visto in lui un preconizzatore dell'espansione del Regno sardo-piemontese fino a estendersi sull'Italia intera. Alberto Blanc, diplomatico savoiardo poi italiano e Ministro del Regno d'Italia nel governo di Francesco Crispi scrisse in qualità di professore di diritto a proposito del conte:
Joseph de Maistre è sepolto nella chiesa dei Santi Martiri di Torino.

## Il pensiero di Joseph de Maistre
(Joseph de Maistre)

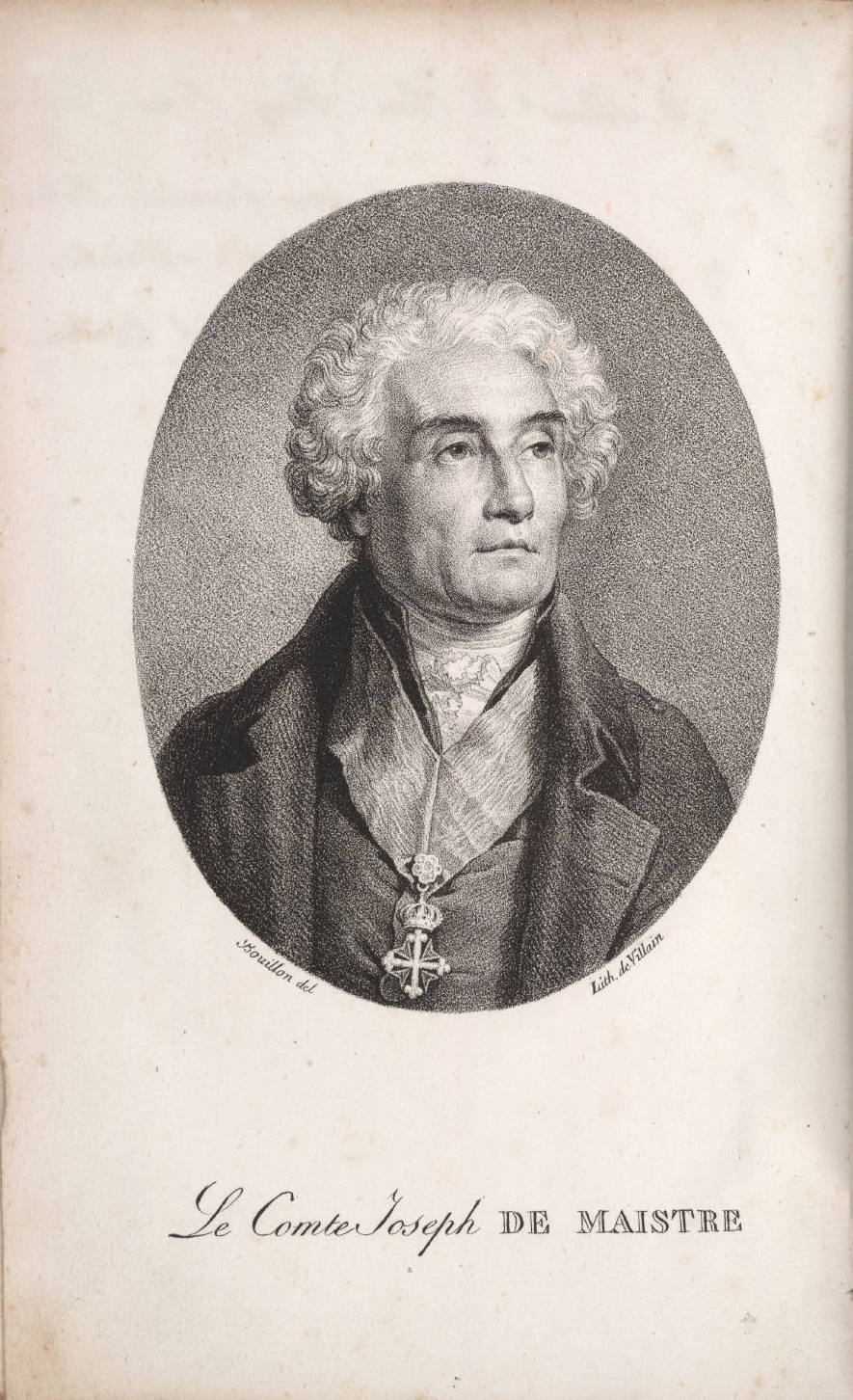
Litografia di Joseph de Maistre, posta come ritratto in antiporta della prima edizione de Les Soirées de Saint-Pétersbourg (1821).

Conformemente al pensiero comune dei controrivoluzionari, legittimisti e reazionari di fede cattolica (quindi con l'eccezione del conservatore old whig britannico Edmund Burke, che era anglicano), per de Maistre l'origine di tutti i mali dell'epoca a lui contemporanea poteva essere identificata nella Riforma protestante che aveva minato l'autorità papale sull'Europa occidentale e i paesi cattolici, introducendo il libero esame ossia l'interpretazione della Bibbia senza la guida della Chiesa, base della libertà di coscienza, oltre ad aver causato le terribili guerre di religione.
La principale critica mossa alla concezione antropologico-politica degli illuministi (principalmente a Voltaire, che detesta per aver "abusato del suo genio") e di Rousseau, che si ritrova principalmente nell'opera Le serate di Pietroburgo, è infatti che l'uomo è troppo malvagio ed egoista per essere libero - una ripresa dell'homo homini lupus di Hobbes, la natura è bellum omnium contra omnes e, segnato dal Peccato Originale, pur tuttavia conserva il libero arbitrio ma lo usa per comportarsi malamente.
(da Le serate di Pietroburgo)
Maistre mostra quindi un profondo pessimismo "empirico" cristiano. Nel mondo fisico non c'è vera e duratura felicità. Per il conte savoiardo l'uomo nasce "prigioniero"; de Maistre ribalta spesso frasi rousseauiane del Contratto sociale o dell'Emilio, ad esempio egli scrive: "l'uomo è nato in catene ma dovunque è libero"); la liberazione, ma solo spirituale, è stata portata dall'avvento del cristianesimo; né il liberalismo né il capitalismo o le rivoluzioni possono liberare davvero l'uomo né garantire l'ordine politico e sociale, anzi peggiorano sempre la situazione. Inoltre accusa gli ideologhi settecenteschi, che da Locke in poi hanno negato l'innatismo e lo storicismo, di voler fare tabula rasa di tutto in nome di un assurdo razionalismo astratto (si nota qui l'influenza di Edmund Burke e della sua teoria del "pregiudizio" quale concetto positivo di protezione sociale, come espresso nelle Riflessioni sulla Rivoluzione in Francia), sostituendo l'individualismo della "ragione individuale" alla "ragione universale".
 Gli uomini sono "liberamente schiavi" e "operano secondo volontà e necessità insieme: fanno realmente quel che vogliono, ma senza poter disturbare i piani generali". De Maistre è considerato anche un teorico di una certa concezione romantica della storia: 
Nel Medioevo la Chiesa è stata il sostegno dell'ordine sociale e questo la rende superiore al potere civile. Le teorie illuministiche sulla libertà naturale dell'uomo sono semplici follie e diaboliche stranezze. Il cristianesimo autentico è quello rappresentato dal papa romano che ha proclamato la libertà universale ed è l'unico nella generale debolezza di tutte le sovranità europee ad aver conservato la sua forza e il suo prestigio.
De Maistre condivide poi l'analisi di Burke sulla falsa pretesa della maggioranza di prevalere sulla minoranza mentre dovunque «il piccolissimo numero ha sempre condotto il grande» e per questo è buon diritto dell'aristocrazia assumere la guida del paese.
Nel 1797 pubblicò le sue Considérations sur la France nelle quali profetizzava il ritorno della monarchia dopo l'inabissamento della repubblica. L’originalità di De Maistre non sta nel tono profetico che lo caratterizza, quanto nella scelta originale di leggere gli eventi rivoluzionari. Per i controrivoluzionari la violenza e la Rivoluzione erano figli del razionalismo, così come il giacobinismo era l’esito delle teorie illuministiche. Per de Maistre invece, quegli stessi eventi erano invece frutto della Divina Provvidenza che aveva voluto punire i francesi per i loro peccati, permettendo però alla Francia di sopravvivere agli attacchi esterni. Egli arriva addirittura ad affermare che Robespierre ha avuto il merito di forgiare attraverso la violenza uno spirito nazionale proprio, capace di resistere all’attacco delle potenze coalizzate e perciò, le armi dei controrivoluzionari sono un pericolo per l’unità del paese perché, se vittoriosi, avrebbero impedito alla Francia di compiere la propria missione civilizzatrice. Ciononostante fu un avversario di Napoleone. Egli ebbe quindi l'importante compito a livello storiografico di restituire il Terrore alla storia di Francia.
(da Le serate di Pietroburgo)
De Maistre crede a una giustizia divina (retribuzione) non solo trascendente ma immanente. La rivoluzione è il peccato (sociale) in quanto distruzione dell'ordine naturale - e, dunque, legittimo - voluto o permesso da Dio (essendo, secondo de Maistre, l'autorità divina a legittimare la sovranità politica e qualsiasi potere terreno). Essa è anche un castigo divino inflitto in espiazione per le mancanze religiose della Francia e gli errori del suo popolo e della sua classe dirigente, i rivoluzionari sono come automi che si autoinfliggono una legge marziale fino ad auto-annientarsi. La Rivoluzione è quindi sia "sacrilegio" che "miracolo" (ha la stessa radice, come sacer e sacertas per i romani) e "ogni colpevole può essere innocente e perfino santo nel giorno del supplizio". Le sofferenze degli innocenti possono anche fare parte della redenzione universale, secondo la teoria della reversibilità anche in senso storico-politico (simile a quella che nella teologia è detta sofferenza vicaria o soddisfazione vicaria).
Nelle Serate di Pietroburgo, elogia il boia come agente divino non solo punitivo ma salvifico, portatore della "spada della giustizia" che "non ha fodero":
E tuttavia ogni grandezza, ogni potere, ogni subordinazione dipendono dal boia: egli è l'orrore e il legame dell'associazione umana. Togliete dal mondo questo agente incomprensibile, e nello stesso istante l'ordine lascia il posto al caos, i troni si inabissano e la società scompare. Dio, autore della sovranità, lo è pure del castigo; fra questi due poli ha gettato la nostra terra: ché Geova è il padrone dei cardini della terra, e su di essi fa girare il mondo (Domini enim sunt cardines terrae et posuit super eos orbem).»
(Le serate di Pietroburgo, Primo colloquio)

L'autorità, ma soprattutto la Chiesa, ha il diritto e il dovere di evitare che una rivoluzione si ripeta, fermandola sul nascere; quindi può opporsi - in un'originale concezione di dottrina cattolica e realismo politico quasi machiavellico - tutto quello che secondo il papa minaccia l'ordine politico e sociale voluto da Dio stesso, ed ogni "progresso" sociale o scientifico, anche utile o derivante dal vero, o da giusta rivendicazione, può essere fermato o rallentato se contiene elementi potenziali di disordine: 
(da Exame de la philosophie de Bacon)

### L'ultramontanismo
Come afferma nella sua opera Del Papa, edita nel 1819, per de Maistre, solo la Chiesa cattolica e la figura papale sarebbero in grado di garantire l'ordine sociale. Il potere papale dovrebbe inoltre essere infallibile, dal momento che è indispensabile, secondo Maistre, che vi sia qualcuno in grado di giudicare senza essere giudicato.
Quando noi diciamo che la Chiesa è infallibile, non chiediamo per essa – è essenzialissimo osservarlo – nessun privilegio particolare; chiediamo soltanto ch’ella goda del diritto comune a tutte le sovranità possibili, le quali agiscono tutte necessariamente come infallibili; perché tutti i governi sono assoluti; e non esisterebbero più, quando si potesse loro resistere sotto pretesto d’errore o d’ingiustizia. (...) Lo stesso è per la Chiesa; in un modo o in un altro bisogna che sia governata, come qualunque altra associazione; altrimenti non vi sarebbe più aggregazione, non insieme, non unità. Questo governo è dunque di sua natura infallibile, ossia assoluto, senza di che non governerebbe più. Nell’ordine giudiziario, che è una delle parti del governo, non è fuor di dubbio che bisogna assolutamente giungere a un potere che giudica e non è giudicato, precisamente perché sentenzia in nome del potere supremo di cui è ritenuto organo e voce?»
(da Del Papa)
Tali posizioni identificano de Maistre quale rappresentante della corrente di pensiero denominata ultramontanismo, ovvero quella dottrina cattolica, opposta ad esempio al gallicanesimo e al giurisdizionalismo, che afferma la suprema autorità politica del papato all'interno della Chiesa, e che vede nella figura del papa la guida morale e sovra-politica della società europea, un arbitro che può agire "al di là dei monti" appunto, nel senso che l'autorità del pontefice supera le Alpi e non resta in Italia. Non bisogna confondere però tale concezione politica dell'infallibilità petrina di tipico mistico-teocratica con quella del dogma elaborato dal Concilio Vaticano I durante il pontificato di Pio IX che la circoscrive all'ambito del contenuto della fede.
In de Maistre torna inoltre sia il concetto di centralità della Chiesa cattolica che l'unione del potere temporale (non solo sullo Stato Pontificio) e religioso nelle sole mani del pontefice (cesaropapismo), inteso come vertice della piramide sociale e civile oltre che arbitro internazionale di ogni conflitto (poiché solo potere universale rimasto), in quanto ritenuto al di sopra di ogni particolarismo nazionale; in questo modo de Maistre sostiene un'idea simile a quella guelfa durante la lotta per le investiture medievale tra papato e Sacro Romano Impero, sostenendo la pretesa pontificale di consacrare e/o deporre i re e gli imperatori, una delle prerogative politiche del primato papale come sancito nel Medioevo dal Dictatus papae di Gregorio VII; è il papa quindi che riconosce il diritto divino dei re e quindi la legittimità a regnare del sovrano (egli solo può scomunicare un regnante e quindi sciogliere i sudditi dall'obbedienza ordinando loro di resistergli, non esiste alcuna sovranità popolare o volontà generale). Il pontefice non garantisce solo ordine sociale, politico e spirituale ma anche la pace tra le nazioni (la prevenzione della guerra tra popoli europei cristiani rimarrà sempre una delle sue principali preoccupazioni):
(J. de Maistre, Il Papa)
Dall'ultrarealismo del principe Carlo, conte d'Artois (poi re di Francia dal 1824 al 1830, anno in cui fu costretto all'abdicazione da una nuova rivoluzione), anche lui sostenitore della monarchia assoluta per grazia di Dio, de Maistre è diviso altresì da una concezione pragmatica, per cui è impossibile materialmente riportare la storia indietro in maniera "integrale"; le condizioni sono ormai cambiate, la rivoluzione è comunque avvenuta:
(Lettera del 1793)
Il Congresso di Vienna ha ristabilito per quanto possibile i governi legittimi, tuttavia nemmeno esso poteva ripristinare i tempi pre-rivoluzionari; col Metternich de Maistre condivide una concezione controrivoluzionaria pragmatica, come si nota dall'assonanza di due celebri aforismi:
(Klemens von Metternich)
(Joseph de Maistre)

### Opinione sull'Islam
De Maistre, ammiratore della Reconquista e delle Crociate, così si esprime sull'Islam nelle Considerazioni sulla Francia, considerandolo nelle Serate come una setta cristiana eretica ariana (ripresa di una credenza medievale riportata anche da Dante) che ha seminato la guerra:

## Reputazione e influenza

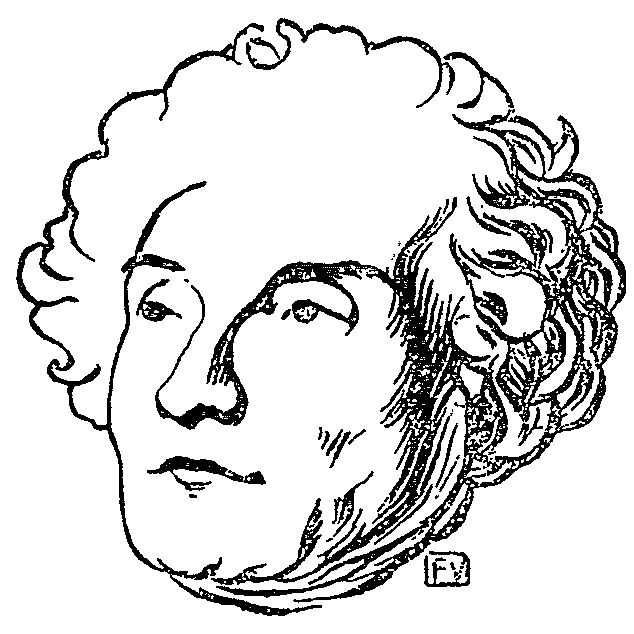
Ritratto eseguito da Félix Vallotton da La Revue blanche, 1895

### Ottocento
Insieme allo statista e filosofo anglo-irlandese Edmund Burke, Maistre è comunemente considerato uno dei fondatori del conservatorismo europeo, ma dal XIX secolo la concezione autoritaria del conservatorismo di Maistre, "trono e altare" ha perso influenza rispetto al conservatorismo liberale di Burke.
Ad esempio il filosofo liberale ma controrivoluzionario Alexis de Tocqueville non lo apprezzava affatto.
Tuttavia, le capacità di Maistre come scrittore e polemista hanno assicurato che continuasse a essere letto. Ad esempio, Matthew Arnold, un influente critico del XIX secolo, ha scritto quanto segue confrontando lo stile di Maistre con la sua controparte irlandese:
Papi come Gregorio XVI e Pio IX dopo il 1849, specialmente nel Sillabo, portarono avanti idee simili a quelle del Conte, combattendo strenuamente per il potere temporale e il Primato papale.
L'Enciclopedia cattolica del 1910 descrive il suo stile di scrittura come "forte, vivace, pittoresco" e che la sua "animazione e buon umore temperano il suo tono dogmatico. Possiede una meravigliosa facilità nell'esposizione, precisione della dottrina, ampiezza di apprendimento, e potere dialettico". Sebbene fosse un avversario politico, Alphonse de Lamartine ammirò lo splendore della sua prosa, affermando:
Émile Faguet descrisse Maistre come "un feroce assolutista, un furioso teocrate, un intransigente legittimista, apostolo di una mostruosa trinità composta da papa, re e boia, sempre e ovunque il campione del dogmatismo più duro, più angusto e più inflessibile, [simile a] una figura oscura del Medioevo, in parte dottore erudito, in parte inquisitore, in parte carnefice".

#### Baudelaire

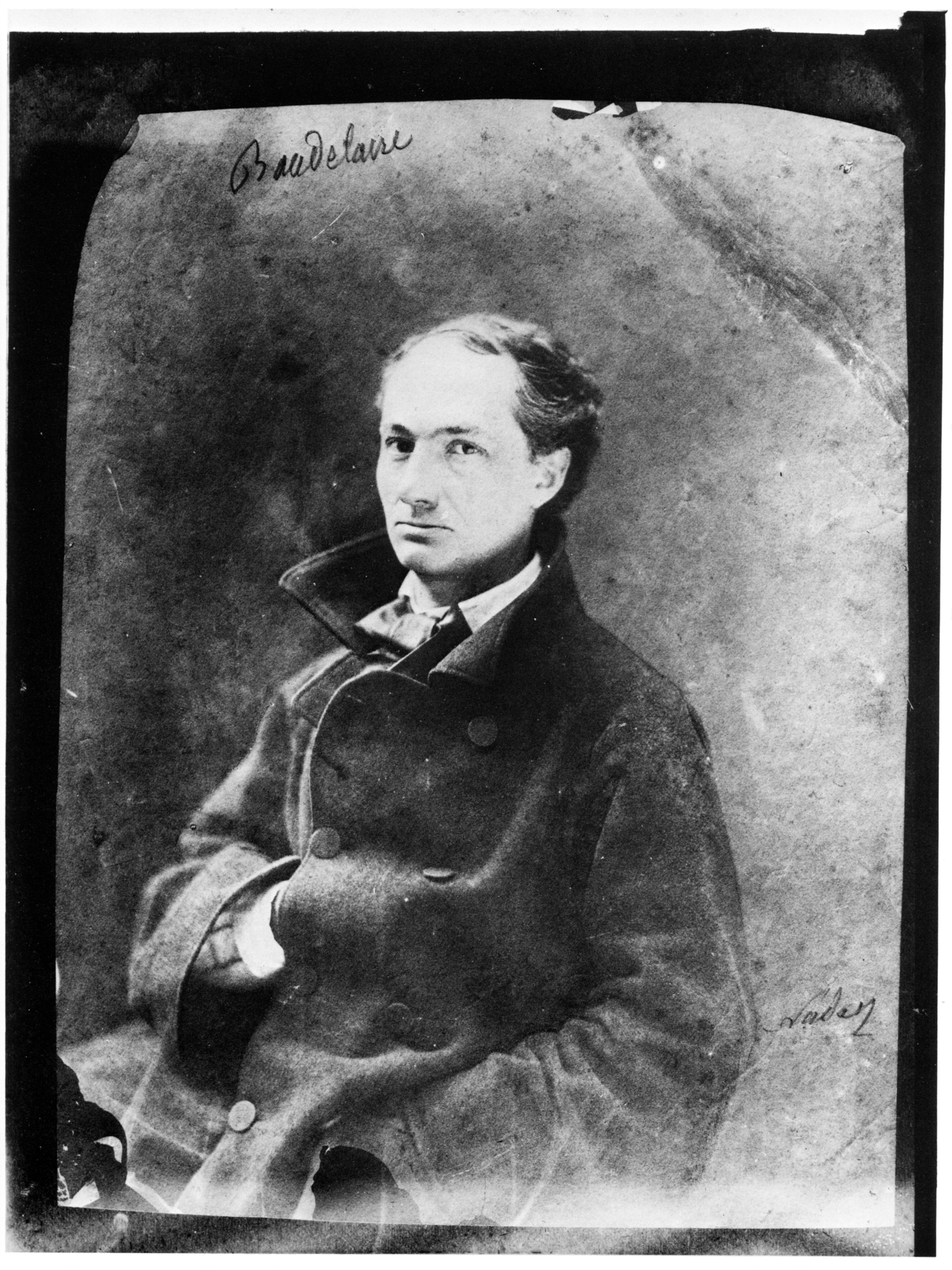
Charles Baudelaire

Tra coloro che lo ammiravano c'era il poeta Charles Baudelaire, che si definiva discepolo del controrivoluzionario sabaudo, sostenendo che lui ed Edgar Allan Poe gli avevano insegnato a ragionare. Benché a modo suo (il capostipite dei poeti maledetti si convertì solo in punto di morte) rivisita Maistre per scandalizzare i benpensanti "democratici" borghesi.
Nei Diari intimi cita l'"elogio del boia" delle Serate e altre proposizioni rimaneggiandole.
(Diari intimi, XII)
Che la Chiesa voglia far tutto ed essere tutto, è una legge dello spirito umano.
I popoli adorano l’autorità.
I preti sono i serventi e i settari dell’immaginazione.
Il trono e l’altare, massima rivoluzionaria.»
Sebbene aggiunga che

#### Positivismo

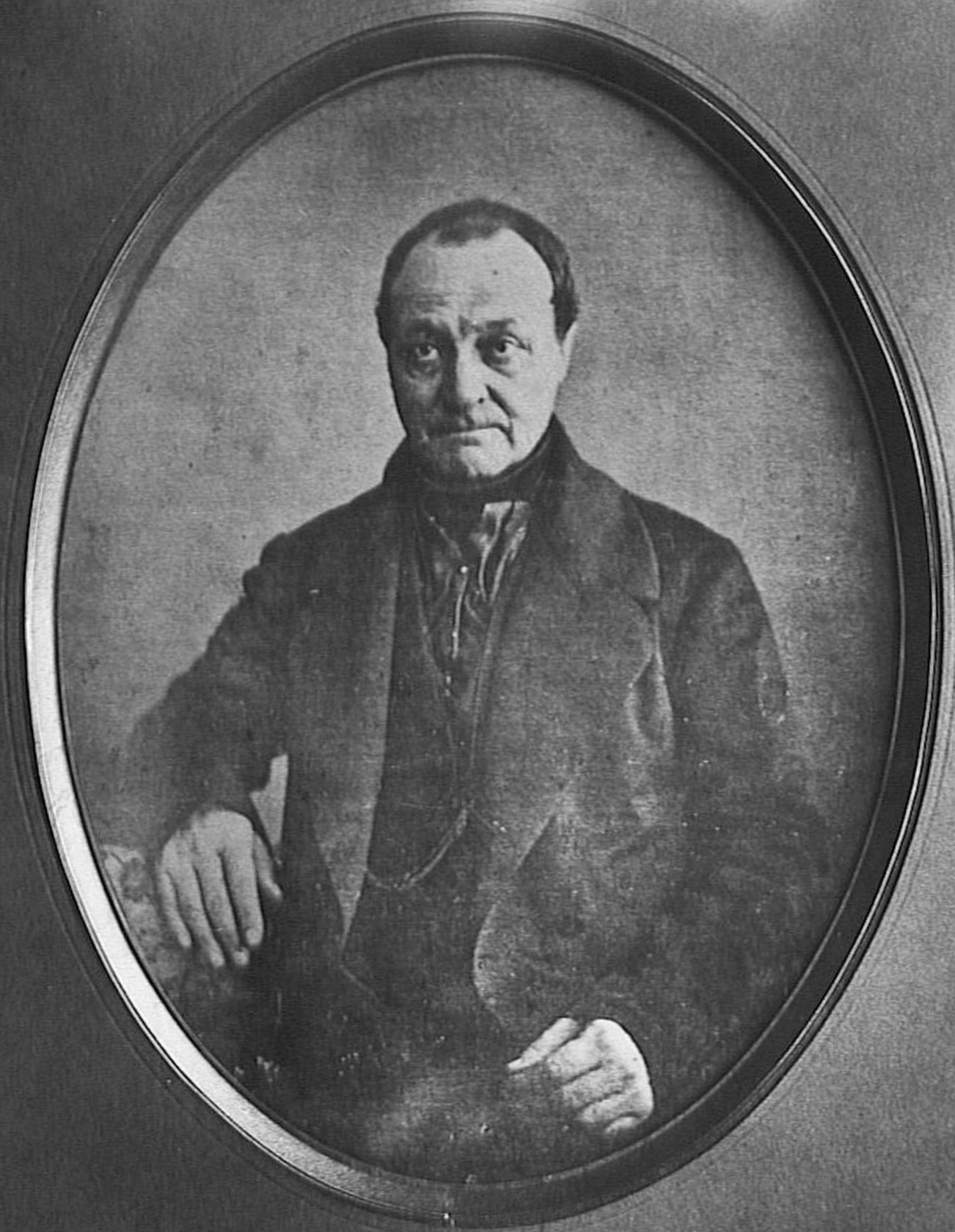
Auguste Comte

Secondo Carolina Armenteros, gli scritti di Maistre, improntati al collettivismo e al comunitarismo sotto la guida dei "migliori" (aristocrazia, elitismo), hanno influenzato non solo i pensatori politici conservatori, ma anche i primi socialisti utopici non ancora "scientifici".
I primi sociologi come Auguste Comte, fondatore del positivismo e Henri de Saint-Simon riconobbero esplicitamente l'influenza di Maistre per quanto riguarda la necessità di avere delle salde radici di coesione sociale e autorità politica, culminante appunto nell'idea comtiana del Catechismo positivista e della Chiesa Positivista, tra cui quella appunto di un sociologo come "papa della scienza" alla guida spirituale di una tecnocrazia gerarchica di tipo capitalista ma etica, attenta alla tradizione e ai ruoli, anche con l'ausilio dell'organizzazione dei gesuiti

#### Altri
George Saintsbury lo definì "senza dubbio uno dei più grandi pensatori e scrittori del XVIII secolo".
Maistre esercitò una forte influenza anche sul pensatore politico spagnolo Juan Donoso Cortés e poi sul monarchico francese Charles Maurras e il suo movimento politico reazionario di estrema destra Action Française.
La visione neo-teocratica e la tematica maistreiana della Rivoluzione come sacrificio ed espiazione sono riprese da Léon Bloy nel saggio La Cavaliera della Morte (1891), incentrato sulla regina Maria Antonietta.

### Novecento
Maistre fu studiato approfonditamente da Carl Schmitt, Nicolás Gómez Dávila, Leo Strauss (considerato il capostipite del neoconservatorismo e dell'ateismo cristiano con la sua teoria della "scrittura reticente", ovvero la teoria della divisione tra élite filosofica-esoterica di tipo platonico e popolo religioso).
Analisi del suo pensiero si trovano in Emil Cioran (Saggio sul pensiero reazionario, Esercizi di ammirazione); Guido Ceronetti (vicino a Cioran; seppur ritenendosi non reazionario e non cattolico, affermò tuttavia di trovare alcune consonanze con Le serate di Pietroburgo: "Una definizione non illegittima [reazionario, ndr], vero, ma che non mi comprende. Reazionario perché nelle notti o veglie di Pietroburgo di De Maistre riconosco svariate affinità. Vade retro, prima di tutto, il Terrore della Rivoluzione francese"); Roberto Calasso; e molti altri anti-moderni, ed è autore di riferimento di molti pensatori tradizionalisti cattolici.

### Emil Cioran

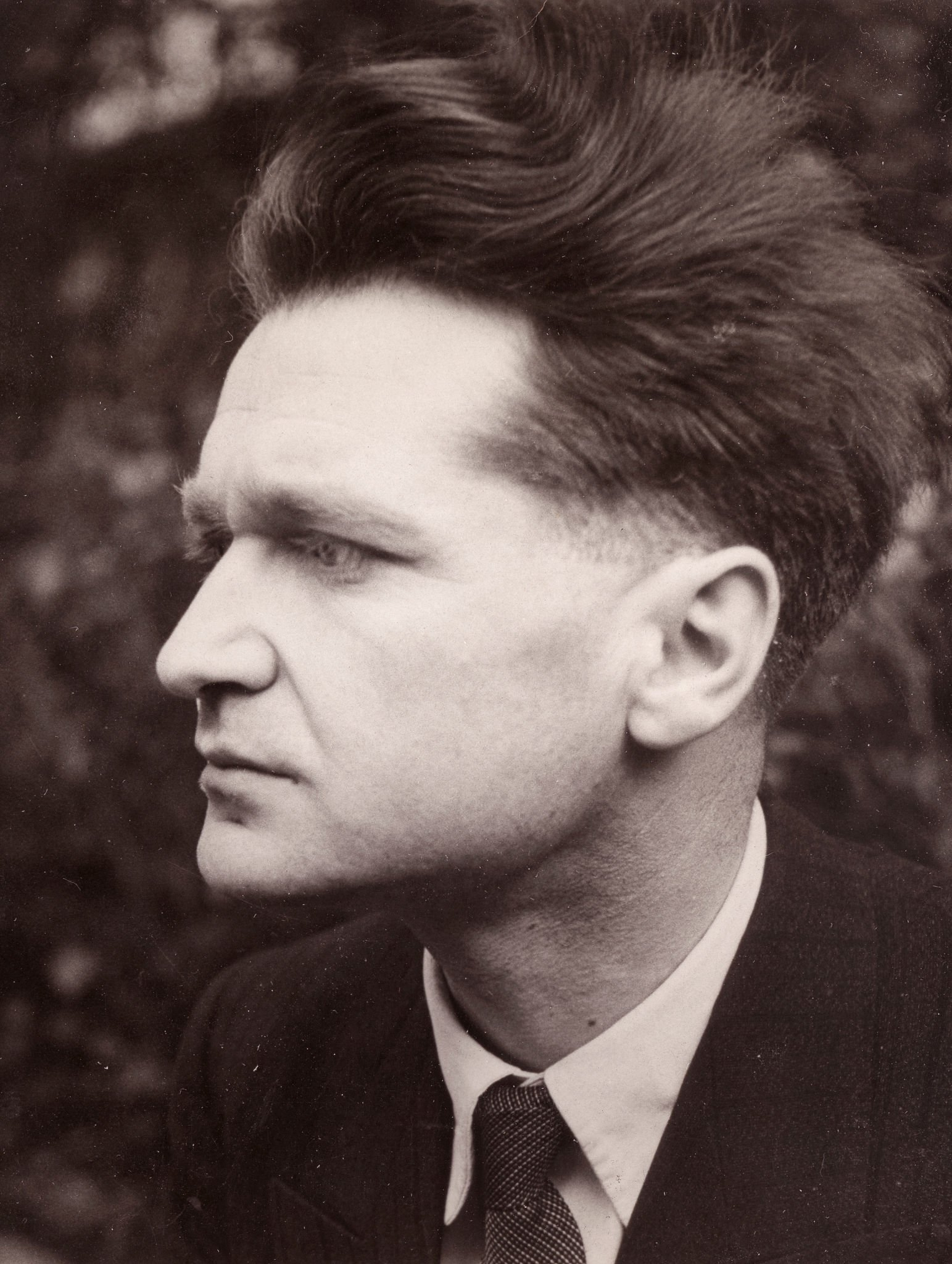
Emil Cioran

Emil Cioran, attento lettore di de Maistre, approfondì molto la figura del conte sabaudo da una prospettiva rispettosa ma esterna alle sue idee; egli ne ammira lo stile, la lingua (entrambi sono stranieri e per un periodo apolidi, ma che scrivono in una perfetta prosa francese) e alcune teorie sulla negatività del progresso e del destino terreno umano, che legge in una chiave misantropica (in cui solo pochi possono elevarsi dall'istinto animalesco, gli altri devono essere soggetti ad una "religione per il popolo"); tuttavia ritiene pericolosa la sua sicurezza religiosa (a differenza della religione tormentata di Dostoevskij). Il filosofo rumeno come la Armenteros vede il conte savoiardo come predecessore involontario anche del positivismo più scientista, che non avrebbe fatto altro che sostituire le dottrine moderne della scienza al cattolicesimo onde fondare dei nuovi dogmi adatti alle nuove masse (dall'infallibilità ultramondana del papa all'infallibilità del metodo scientifico) in maniera simile a Karl Marx che utilizza le categorie e la dialettica idealiste di Hegel per creare il marxismo e il materialismo storico.

Per lui, però, alla fine la lettura delle Serate di Pietroburgo e del Du Pape risulterebbe alla fine deleteria alla stessa idea reazionaria e cattolica, in quanto il pensatore rumeno è infastidito da tutto quello che diventa fanatismo religioso o utopia: 
(Emil M. Cioran, Saggio sul pensiero reazionario. A proposito di Joseph de Maistre)
Per Cioran, de Maistre è soprattutto un grande "provocatore" in quanto sa di essere dalla parte "fallita" della storia, e da ciò deriva la passione con cui scrive.
(E. Cioran)

In un appunto del 1971 nei Quaderni Cioran fa eco a de Maistre sul valore pratico della religione a cui pure non crede:
In un'intervista del 1988, Cioran chiarisce ulteriormente 
Lei ha ragione, e ritengo che il saggio su De Maistre sia il mio testamento politico. De Maistre è un pretesto di cui mi sono servito, perché è uno scrittore estremo in tutto, grandissimo, ma anche assolutamente demente. La mia è una analisi che tende a una riflessione molto pessimista della storia, dove non ci sono né ipotesi né conclusioni. Un testo inutilizzabile, vuoi da sinistra che da destra. Quel che mi interessava soprattutto in De Maistre erano le sue idee sulla rivoluzione.

Però, in quel saggio, che è del 1957, quando scriveva che fra il paradiso primordiale delle religioni e quello finale delle utopie c'è tutto l'intervallo che separa un rimpianto da una speranza e un rimorso da un'illusione, lei lasciava supporre che la sua simpatia andasse piuttosto in direzione dell'utopia, della rivoluzione.

A quell'epoca ero molto di più dalla parte della rivoluzione di quanto lo sono oggi. Poi ho fatto molte letture che mi hanno indotto a guardare la rivoluzione sotto un altro aspetto. Per esempio, per capire cos'è stata la Rivoluzione francese, non bisogna leggere i libri di storia, bisogna leggere i memorialisti del tempo, come l'abbé Morellet. È lì, nella cronaca quotidiana, che si misura tutta l'atrocità di quel che è successo.»

## Riconoscimenti
- Reale Accademia delle Scienze di Torino, Socio nazionale residente della Classe di Scienze morali, storiche e filologiche dal 31 marzo 1816.[54]

## Opere
- Nobilis Ioseph Maistre Camberiensis ad i.u. lauream anno 1772. die 29. Aprilis hora 5. pomeridiana, 1772. La tesi di laurea di Joseph de Maistre, conservata negli archivi della Biblioteca Nazionale Universitaria di Torino ( link, su id.sbn.it.).
- Elogio di Vittorio Amedeo III (Éloge de Victor-Amédée III), 1775.
- Lettere d'un realista savoiardo ai suoi compatrioti (Lettres d'un royaliste savoisien à ses compatriotes), 1793.
- Studio sulla sovranità (Étude sur la souveraineté), 1794 (postumo, in Œuvres inédits del 1870).
- Dello stato di natura, ossia Esame d'uno scritto di Jean-Jacques Rousseau (De l'État de nature ou Examen d'un écrit de Jean-Jacques Rousseau), 1795 (postumo, in Œuvres inédits del 1870).
- Considerazioni sulla Francia (Considérations sur la France), 1796.
- Intorno allo stato del Piemonte rispetto alla carta moneta, 1797-1799. Scritto italiano pubblicato a Turn, Aosta e Venezia.
- Saggio sul principio generatore delle costituzioni politiche (Essai sur le principe générateur des constitutions politiques), pubblicato da Louis de Bonald, 1814.
- Del Papa (Du Pape), 1819.
- Della Chiesa gallicana nel suo rapporto con il Sovrano Pontefice, per servire da seguito all'opera intitolata "Del Papa" (De l'Église gallicane dans son rapport avec le Souverain Pontife, pour servir de suite a l'ouvrage intitulé "Du Pape"), postumo, 1821.
- Le serate di Pietroburgo o Colloqui sul governo temporale della Provvidenza (Les soirées de Saint-Pétersbourg, ou Entretiens sur le gouvernement temporel de la Providence), postumo, 1821.
- Lettere ad un gentiluomo russo sull'Inquisizione spagnola (Lettres à un gentilhomme russe sur l'Inquisition espagnole), postumo (a cura del figlio, il conte Rodolphe de Maistre), 1822.
- Esame della filosofia di Bacone (Examen de la philosophie de Bacon), postumo, 1836.
- Lettere ed opuscoli inediti (Lettres et opuscules indédits), postumo (a cura del figlio, il conte Rodolphe de Maistre), 1851.
- Memorie politiche ed episolario diplomatico (Mémoires politiques et correspondance diplomatique), postumo (a cura di Albert Blanc), 1858.
- Quattro capitoli inediti sulla Russia (Quatre chapitres inédits sur la Russie), postumo (a cura del figlio, il conte Rodolphe de Maistre), 1859.
- La Casa di Savoja e l'Austria, postumo, (documenti inediti tratti dalla corrispondenza diplomatica), 1859.
- Opere inedite (Œuvres inédits), postumo (a cura del nipote, il conte Charles de Maistre), 1870.

### Opere complete
- Opere complete di Joseph de Maistre (Œuvres complètes de Joseph de Maistre), 1884-1886 (Vitte et Perrussel, 14 volumi in-8º).